# Hyale frequens
Hyale frequens är en kräftdjursart som först beskrevs av Stout 1913.  Hyale frequens ingår i släktet Hyale och familjen Hyalidae. Inga underarter finns listade i Catalogue of Life.